# Lijst van Zweedse rampen
Dit is een lijst met rampen op Zweeds grondgebied. In deze lijst zijn alleen gebeurtenissen opgenomen waarbij vijf of meer doden zijn gevallen waarbij geen verwantschap tussen de doden bestond en gebeurtenissen waarbij er sprake is van een zeer groot effectgebied.

## Voor 1800
- 1566
  - 28 juni – De grote zeeramp van Gotland. Tijdens een zware storm wordt de daar ten anker liggende Deense vloot totaal vernietigd. Tussen de 6000 en 8000 opvarenden komen hierbij om in de golven.[1]
- 1628
  - 10 augustus – De Vasa zinkt, even buiten de haven van Stockholm, ter hoogte van het eiland Djurgården. Ten minste zestien opvarenden komen hierbij om.
- 1648
  - 6 oktober – Grote aardverschuiving bij Åkerström in de buurt van de Noorse grens. Hierbij worden veel huizen en boerderijen bedolven. Meer dan 100 mensen komen bij deze ramp om.
- 1676
  - 1 juni – Ondergang van de Kronan. Dit Zweedse vlaggenschip zinkt in de Oostzee bij Öland. Bij deze grote scheepsramp komen 810 opvarenden om het leven.
- 1723
  - 1 mei – Katarinabrand in Södermalm. Deze brand verwoest ongeveer 500, merendeels houten woningen.
- 1751
  - 8 juni – Klarabrand in Stockholm. Bij deze zeer grote brand worden 221 woningen verwoest.
- 1771
  - 19 oktober – Vergaan van een groot Russisch oorlogsschip bij Ystad. Meer dan 100 opvarenden verdrinken.[2]

## 19e eeuw
- 1822
  - 12 juni – Grote brand van Norrköping. 448 woningen branden af en 3318 mensen (kinderen niet meegerekend) raken dakloos. Er zijn vijf à zes doden te betreuren.[3]
- 1826
  - 27 oktober – Grote brand in Karlstad in Värmland zes doden.[4]
- 1828
  - 28 april – Scheepsramp in de Stora Hammarsundet. Het veerschip kapseist en 25 mensen verdrinken.
- 1848
  - 22 januari – Grote brand in een katoenspinnerij in Stockholm. De schade is zeer groot en er komen vijf tot zes werknemers om het leven.[5]
- 1850
  - 29 januari – Yrväderstisdagen. Door een zware sneeuwstorm komen meer dan 100 mensen om in Södermanland en Östergötland.
- 1873
  - 11 november – Grote brand in het Palinska Huset in Stockholm. Hierbij komt een groot aantal mensen om het leven.
- 1875
  - 25 februari – Grote brand in luciferfabriek Vulcan te Tidaholm. 44 mensen komen hierbij om het leven.[6]
- 1882
  - 7 juni – In Östhammar breekt een grote brand uit in een ziekenhuis. 20 doden.
- 1875
  - 15 november – Eerste grote treinramp in Zweden. Dit gebeurde op de Lagerlundaån tussen Malmslätt en Bankeberg. Hierbij komen negen personen om het leven.
- 1885
  - 22 november – Wanneer de wereldberoemde sopraan Christina Nilsson zingt vanaf het balkon van haar hotel in Stockholm komen door het gedrang negentien mensen om het leven.
- 1888
  - 25 juni – Sundsvallbrand. Dit is de grootste brand uit de Zweedse geschiedenis. 9000 mensen worden dakloos en de gehele stad Sundsvall lag in puin.
- 1894
  - 9 januari – De schoener Courier uit Danzig strand op de zuidkust. De uit negen personen bestaande bemanning verdrinkt daarbij.
- 1895
  - 13 februari – Te Hofors stort het dak van een ijzergieterij in door de grote massa sneeuw. Twaalf mensen komen hierbij om het leven en elf raken er zwaargewond.
- 1896
  - 23 juli – Vergaan van het stoomschip Freja af Fryken. Dit schip zonk in het Bössviken in Oost-Amtervik en elf mensen kwamen hierbij om het leven. De boot werd geborgen in 1994, gerenoveerd en in 1997 opnieuw in de vaart gebracht als museumschip.
  - 22 augustus – Ydalekatestrofen op het Varpenmeer bij het plaatsje Bollnäs. Een veerboot onderweg naar een eiland in het meer zinkt, waarbij dertien volwassenen en twee kinderen om het leven komen.

## 20e eeuw

### 1900-1909
- 1901
  - 23 juli – Explosie op het Amerikaanse schip Louise Adelaide in de haven van Stockholm. Dertien doden[7]
- 1902
  - 25 juli – Juli-orkaan in Skåne en de Zweedse westkust. Ongeveer vijftig vissers worden gedood.
- 1904
  - 16 november – Brits stoomschip zinkt bij Norrkoping, waarschijnlijk door een ontploffende stoomketel.Zeventien doden.[8]
- 1908
  - 15 april – Het stoomschip Göta Elf kapseist in de buurt Hisings Bridge in Göteborg. Aan boord bevonden zich ongeveer zestig passagiers, waaronder veel vrouwen. 28 van hen komen om het leven.

### 1910-1919
- 1910
  - 16 december – Nabij Gävle in de Botnische Golf zinkt het stoomschip Cedric. Drie van de vijftien mannen aan boord weten de kust te bereiken.
- 1911
  - 22 september – De stoomboot Tessin strand in de Tjurholmen ten zuiden van Älvängen. Na ongeveer twintig  minuten gleed het schip terug in de rivier en zes mensen verdronken toen het water door de ontstane openingen spoot.
- 1912
  - 16 juni – Treinongeluk bij Malmslätt. 22 mensen overleven dit ongeluk niet.
- 1915
  - 12 februari – Explosie in een munitiedepot in Stockholm. Hierbij komen zeven personen om het leven.
- 1917
  - 16 februari – Een trein rijdt in een pomphuis doordat een wissel verkeerd staat. Elf mensen komen om en 40 raken er gewond. De treinreizigers zijn Russische oorlogsinvaliden.
- 1918
  - 1 oktober – Treinongeluk in Getå bij Norrköping. Hier komen 42 mensen bij om het leven. Tot nu is dit nog het grootste treinongeluk in de Zweedse geschiedenis.
  - 20 november – Het stoomschip Per Brahe zinkt nabij de haven van Hästholmen, waarbij 24 mensen verdrinken.

### 1920-1929
- 1920
  - 1 januari – Het stoomschip Jemtland zinkt in het Kattegat door een drijvende zeemijn. Vijf doden.
  - 21 januari – Het Amerikaanse schip Macona zinkt op één mijl uit de Zweedse westkust. 49 opvarenden verdrinken hierbij.[9]
  - 25 april – Het stoomschip Ernst zinkt na op een mijn te zijn gelopen in het Kattegat. Hierbij komen negentien opvarenden om.[10]
- 1922
  - 16 oktober – Ramp met de Nederlandse s.s. Cornelius op de Oostzee. 23 doden, waarvan twaalf uit Terneuzen.[11]
- 1925
  - 16 oktober – Door een plotseling opstekende storm slaan op een meer bij Norrkoping vier zeilschepen om, waarbij ten minste 20 mensen verdrinken.[12]
- 1928
  - 22 juni – Treinongeluk bij Länninge, vier kilometer zuidelijk van Bollnäs. zestien doden en circa 50 gewonden.
  - 27 december – Hotelbrand in Tidaholm. Zes personeelsleden van het hotel komen hierbij om het leven.[13]

### 1930-1939
- 1930
  - 4 januari – Op het ijs van het riviertje Flion vindt een groot ongeluk plaats. Twaalf kinderen zakken door het ijs, waarvan er slechts twee gered kunnen worden.[14]
- 1932
  - 29 februari – Grote brand in bejaardenhuis te Svjärdsjö. Twaalf bewoners komen hierbij om het leven.[15]
- 1934
  - 11 mei – Zware storm treft Zweden. Zeer veel schade. Vijf mensen komen om het leven.
- 1935
  - 28 juni – Bij de aanleg van een spoor in het noorden van Zweden komen acht mensen om, als een trein met materialen ontspoort nadat twee paarden op de rails sprongen.
  - 2 november – Ondergang van het SS Gerd. Het schip komt in aanvaring met de Finse bark Lingard bij het eilandje Vinga, vlak voor Göteborg. 21 opvarenden verdrinken hierbij.
- 1936
  - 12 mei – Het Ormsjö-ongeluk was een ramp die veertien levens eiste. Het ongeluk gebeurde bij Ormsjön in het zuiden van Lapland. Door drijvende boomstammen kapseisde een overbelaste motorboot in het koude water. Bijna alle opvarenden verdronken.
  - 18 juli – Een Estse driemaster vergaat bij Karlskrona. negen opvarenden verdrinken.[16]
  - 31 december – Het Noorse stoomschip Vorma vergaat met zeventien opvarenden bij Strömstad in het zuiden van Zweden.
- 1938
  - 9 juli – Een bootje kapseist op de Tornearivier. Zes opvarenden verdrinken.[17]
- 1939
  - 31 augustus – Tijdens de bouw stort de Sandöbrug in. Dit is een brug over Ångermanälven tussen Lunde en Sandö. Hierbij kwamen achttien arbeiders om. Dit ongeval kreeg maar weinig aandacht in de pers, doordat de Tweede Wereldoorlog de dag erna startte. Zweden blijft in deze oorlog neutraal.

### 1940-1949
- 1940
  - 17 september – Treinongeluk bij Gubbero op de Västkustbanen. Negen doden en 29 gewonden.
  - 14 oktober – Het Deense stoomschip Botnia komt in aanvaring in het Sont bij Trelleborg. 21 doden.
  - 24 oktober – Tragedie op het Armasmeer. Een veerboot met legermaterieel vergaat. Alhoewel sommige militairen al aangaven dat de boot te zwaar beladen was, ging men toch van wal. Door de harde wind, maakte de veer water. Mede doordat er paniek aan boord ontstond, kwamen uiteindelijk van de 102 opvarenden 44 om het leven.
- 1941
  - 1 maart – Mijnongeluk in Bråfall in het midden van Zweden. Vijf mannen worden gedood door een ondergrondse wagon op rail.[18]
  - 17 september – Treinramp in Tyringe, Skåne. Een trein botste met een andere bij de ingang van het station. Vijf mensen werden gedood en vijftien gewond.
- 1942
  - 12 februari – Zeer zware explosie in de haven van Horsfjärden. 33 mensen vinden hierbij de dood.[bron?]
  - 22 juni – Explosie op het schip Ada Gorthon bij Oland. Veertien doden.
  - 18 augustus – Het stoomschip C.F. Liljevalch wordt getorpedeerd bij Västervik, waarbij 32 mensen om het leven komen.
- 1943
  - 16 april – HMS Ulven verdwijnt na een oefening bij Marstrand. Het blijkt dat het schip op een Duitse mijn is gevaren. De 33 bemanningsleden zijn hierbij omgekomen.
  - 22 oktober – Een Douglas DC-3 stort neer bij Hallo. Dertien van de vijftien inzittenden vinden hierbij de dood.
- 1944
  - 24 maart – Het oorlogsschip Hjvb 232 Isbjörn vergaat in een sneeuwstorm bij Hävringe. Van de Tien opvarenden kunnen er slechts drie met moeite worden gered.
  - 24 mei – Een Boeing B-17 Flying Fortress stort neer bij Örnahusen. Vijf doden.[bron?]
  - 20 oktober – Bij Antens kapell in Allingsås stort een Amerikaans militair toestel neer. Zes doden.[19]
  - 24 november – Vergaan van het stoomschip Hansa bij Gotland. Van de 86 opvarenden komen er 84 in de golven om.
  - 29 november – Een Focke-Wulf van Lufthansa stort neer bij Målkläppen. Tien doden.
- 1945
  - 29 juni – Treinramp op het Gårdsjö station. Een trein botste met een andere bij de ingang van het station. Vif mensen werden gedood en twaalf gewond.
- 1947
  - 14 oktober – Treinramp in Edsvalla toen een passagierstrein in botsing kwam met een bus op een spoorwegovergang. Veertien mensen worden gedood en zeven mensen raakten gewond.
  - 5 november – Treinongeluk in Hisingen bij Göteborg. Vijf doden.
- 1948
  - 24 november – Bus stort van de Essingebron in het water in Stockholm. Elf doden.
- 1949
  - 2 augustus – Een Vickers 628 Viking stort neer in de Sont bij Barsebäck. 27 dodelijke slachtoffers.
  - 30 december – Op de Oostzee vergaat het Deense schip Anna Rita uit Dragør. Het schip was op weg van Gdynia naar Stockholm. Elf doden.[bron?]

### 1950-1959
- 1950
  - 29 augustus – HMS Hjälparen vergaat bij ruw weer voor de kust van Göteborg. Negen opvarenden komen om het leven. Elf raken er gewond. Het schip wordt geborgen en komt later opnieuw in de vaart.
  - 23 september – Bij Karlstad stort een vliegtuig van Svenska Aero neer. Geen van de tien mensen in het vliegtuig overleeft deze ramp.
  - 28 oktober – Treinramp net ten zuiden van Mariedamm tussen Mjölby en Hallsberg doordat een dieseltrein op volle snelheid in botsing kwam met een stilstaande reizigerstrein. negen mensen werden gedood en dertien gewond.
- 1951
  - 14 juli – Een Lockheed 14 Super Electra van Airtaco stort bij Stockholm neer. Zes doden.
- 1952
  - 13 juni – Zweeds militair vliegtuig stort onder verdachte omstandigheden neer bij Gotska Sandön. De Sovjet-Unie wordt verdacht van het neerschieten van dit vliegtuig. Acht doden.
- 1954
  - 9 januari – Na een zware storm vergaan enkele vissersschepen op de Oostzee bij Svealand en Gotland. zeventien opvarenden verdrinken.
- 1956
  - 13 januari – Bij Ställdalen botsen twee treinen op elkaar waarbij 20 doden vallen.
  - 28 maart – Bij een treinbotsing in Akkavare, zes kilometer noordelijk van Arvidsjaur vallen zestien doden.
- 1958
  - 5 september – Treinongeluk tussen Grycksbo en Sågmyra. Negen doden en tien gewonden, waaronder veel schoolkinderen.
- 1959
  - 30 juni – De Duitse motorschoener ingrid vergaat voor de Zweedse kust ter hoogte van Heavringe. Vijf opvarenden verdrinken.

### 1960-1969
- 1963
  - 30 december – Aanvaring tussen een Deens en een Frans vrachtschip in het Kattegat op circa 30 kilometer uit de Deense kust. Acht mensen vinden hierbij de dood.[bron?]
- 1964
  - 5 september – Een North Arrow Express trein ontspoort op Alby station bij Ånge. Tien doden en 40 gewonden.
  - 20 november – Vliegramp bij Ängelholm tijdens de landing van een Convair CV-340. 31 mensen vinden hierbij de dood.
- 1965
  - Treinongeluk bij Skultorp. Tien doden en 37 gewonden.
- 1966
  - 24 april – Treinongeluk op het traject Holmsveden - Kilafors. Zes doden en zeven gewonden.
- 1967
  - 17 oktober – Schade aan gebouwen en bossen door een zware storm in het zuiden van Zweden. Vijf mensen worden gedood.[bron?]
- 1969
  - 22 september – Door een zeer zware orkaan komen elf mensen om het leven. Vooral West en Zuid-Zweden worden zwaar getroffen.[bron?]

### 1970-1979
- 1970
  - 5 januari – Een Convair stort neer bij Stockholm. Vijf van de tien mensen in het vliegtuig vinden hierbij de dood.
- 1973
  - 12 juli – Vijf doden en tien gewonden bij treinbotsing met rotsblok bij Södertörns Villastad.
- 1975
  - 31 maart – Treinongeluk tussen Sya en Mjölby. Hier komen veertien mensen bij om het leven.
- 1976
  - Treinramp bij Raus ten zuiden van Helsingborg. vijftien doden en twee ernstig gewonden.
- 1977
  - 15 januari – Vliegramp bij Kälvesta wanneer een vliegtuig probeert te landen op Bromma Airport bij Stockholm. 22 doden.
  - 30 november – Aardverschuiving bij Tuve in de buurt van Göteborg. 67 huizen worden verwoest en negen bewoners komen om het leven.
- 1978
  - 23 februari – Acht mensen vriezen dood tijdens een kamp op een skitrektocht bij Anarisfjällen, ca tien mijl van Östersund.
  - Een zeer grote brand in het stadhotel van Borås eist 20 levens.
  - Treinramp bij Nälden-Östersund. Tien doden en 26 gewonden.

### 1980-1989
- 1980
  - 18 januari – Een Noorse tanker Star Clipper botst op de Almöbroen over de Askeröfjord. De brug stort gedeeltelijk in, waarna verschillende auto’s in het water geraken. Bij deze ramp komen acht mensen om het leven.
  - 2 juni – Treinongeluk in Hinsnoret-Ornäs. Bij het ongeval worden elf mensen gedood, waaronder zeven schoolkinderen uit Leksand. 61 mensen raakten gewond.
  - 24 augustus – Dertien wagons van de Narvik–Stockholm Express ontsporen bij Upplands-Vasby. Negen doden en 35 gewonden.
- 1987
  - 17 november – Bij een botsing tussen twee passagierstreinen bij Lerum, niet ver van Göteborg, komen tien personen om het leven.
- 1989
  - 8 mei – Vliegramp bij Oskarshamn. Alle zestien inzittenden komen om.

### 1990-1999
- 1992
  - 12 maart – Tram ongeval op Vasaplatsen in Göteborg. Dit is het ernstigste tramongeval in de Zweedse geschiedenis. Dertien doden.
- 1998
  - 30 oktober – Discotheekbrand in Göteborg. 63 jonge mensen, vooral Macedoniërs komen om, 213 mensen raken gewond, waarvan circa 50 ernstig.
- 1996
  - 10 augustus – Busongeluk bij Karlshamm in het zuiden van Zweden. Zes doden, allen Nederlanders.
- 1999
  - 26 februari – Bij Karlskoga komen zeven schoolkinderen en twee begeleiders om als de bus waarin zij zitten in botsing komt met een vrachtwagen.
  - 9 december – Bij Sundsvall stort een klein vliegtuigje (Piper PA-31-350) neer. Alle acht inzittenden vinden hierbij de dood.

## 21e eeuw

### 2000-2009
- 2001
  - 17 september – Drama met schoolbus in Sundsvall. Van de 36 inzittenden komen er vijf om.
- 2004
  - 10 mei – Vergaan van het Letse vissersschip Astrīda bij Gotland. 5 doden.[bron?]
  - 9 oktober – Verkeersdrama op de E65 richting Ystad doordat een vrachtwagen inrijdt op een aantal personenauto’s. vijf doden.
- 2005
  - 8 januari – Orkaan Gudrun brengt grote verwoestingen aan in Denemarken, Zweden en Estland. In Zweden komen negen mensen om het leven.
- 2006
  - 27 januari – Busongeluk buiten Arboga in de ochtend van deze vrijdag. Negen mensen werden gedood bij het ongeval en velen werden ernstig gewond. Het ongeval werd veroorzaakt doordat de bestuurder een lichte beroerte kreeg en het bewustzijn verloor.
- 2007
  - 27 februari – Twee bussen botsen op elkaar tussen Rasbo en Alunda, ten noordoosten van Uppsala. Door het ongeluk worden zes mensen gedood en twintig mensen raakten gewond.
- 2008
  - 1 maart – Emmastorm, gecombineerd met extreem hoog water langs de Oostzeekust. 6 doden. Tegelijkertijd komen in Jämtlands en Norrbottensfjällena zeven mensen om door een sneeuwstorm.
  - 10 mei – Door een zware storm komen vijf mensen om het leven.[bron?]
- 2009
  - 26 juli – Brand in een flatgebouw in de wijk Rinkeby in Stockholm. zeven doden. Vier van de slachtoffers stierven in de lift, tijdens een vluchtpoging.[20]

### 2010-heden
- 2012
  - 12 april – Een Noors C-130J Hercules vliegtuig stort neer in het noorden van het land. Na een grootscheepse zoekactie bleek dat de vijf bemanningsleden de crash niet hebben overleefd.[21]
- 2017
  - 7 april – Een gestolen vrachtwagen rijdt met hoge snelheid in op winkelend publiek in de Drottninggatan. Bij de aanslag waren vijf dodelijke slachtoffers te betreuren en raakten vijftien mensen gewond.